# Виноградов, Александр Иванович (кавалер ордена Трудовой Славы)
Александр Иванович Виноградов (род. 15 декабря 1948, Чебоксары, Чувашская АССР, СССР) — советский передовик производства; токарь Чебоксарского машиностроительного завода. Полный кавалер ордена Трудовой Славы.

## Биография
Родился 15 декабря 1948 года в городе Чебоксары Чувашской АССР в русской семье.
С 1966 года по 2010 года работал токарем на Чебоксарском машиностроительном заводе Министерства машиностроения для лёгкой и пищевой промышленности и бытовых приборов СССР.
Указом Президиума Верховного Совета СССР от 24 апреля 1975 и от 10 марта 1981 года за успехи, достигнутые в выполнении заданий IX (1971—1975) и X (1976—1980) пятилеток, награждён орденами Трудовой Славы III и II степеней. Указом Президиума Верховного Совета СССР от 10 июня 1986 года за успехи, достигнутые в выполнении заданий XI пятилетки и социалистических обязательств, Виноградов Александр Иванович награждён орденом Трудовой Славы I степени.
С 2010 года — на пенсии. Живёт в Чебоксарах.

## Награды
- Лауреат премии Ленинского комсомола (1976)
- ордена Трудовой Славы 1-й (10.06.1986), 2-й (10.03.1981), 3-й (24.04.1975) степеней